# Bobbadilla Club

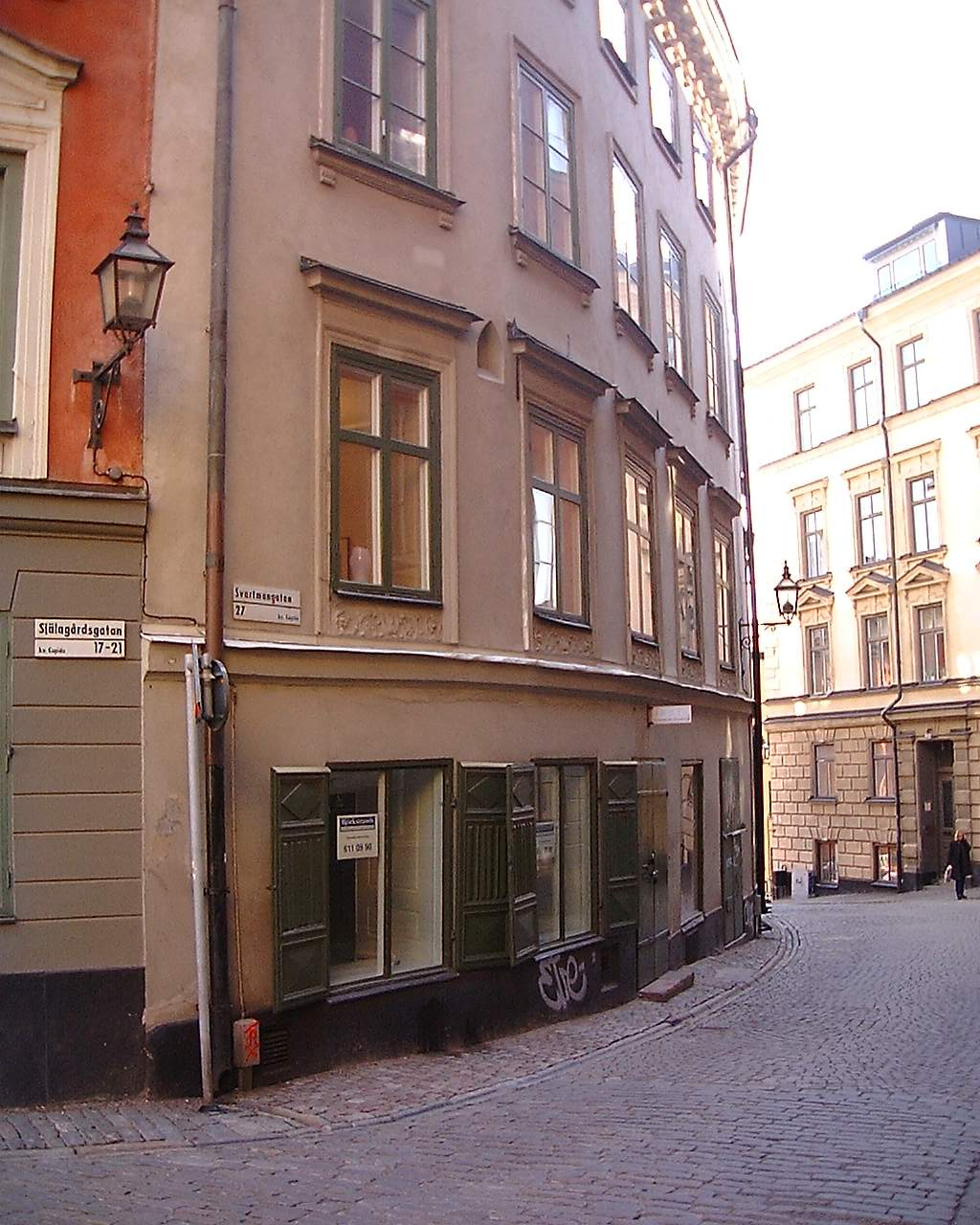
Bobbadilla Club lång ursprungligen i en källare på Svartmangatan 27 i Gamla stan.

Bobbadilla Club var en nattklubb som startade 23 maj 1961 i en källarlokal på Svartmangatan 27 i Gamla Stan, Stockholm, och drevs av Roy Wahlter-Auer tillsammans med Sten och Gun Holmkvist. Sten Holmkvist var initiallt ordförande för klubben men fyllde senare bara en symbolisk funktion. I början var fokus Dixieland med band som The Lords, Jazz Doctors, East End Jazzmen, Imerial Band och Jack Lidström med sina Hep Cats. Även mer moderna jazzmusiker som Lars Gullin och Bernt Rosengren spelade på klubben. Från 1964 byttes repertoaren från dixieland till popmusik och istället spelade där band som Hep Stars, Merry Men, Cherry Stones och Wizards där de senare fungerade som husband. Kring 1965 kallades Bobbadilla för Sveriges största klubb på grund av antal besökare, lokalens yta och antal öppna timmar i veckan. På 1970-talet återuppstod klubben i lokaler på Kolingsborg vid Slussen. Klubben var då alkoholfri och kallades Nordens största ungdomsverksamhet.